# HLA-B21
HLA-B21 هو نمط مصلي من مستضد الكريات البيضاء البشرية-ب.